# West-Bengalen
West-Bengalen (Bengaals: পশ্চিমবঙ্গ, Nepalees: पश्चिम बङ्गाल, Pôščim Bôngô) is een deelstaat van India. De staat ligt in het noordoostelijke deel van het land, tegen de westgrens van Bangladesh. West-Bengalen telt ruim 91 miljoen inwoners (2011). De hoofdstad is Calcutta (Kolkata).

## Geschiedenis
Voordat de Indiase onafhankelijkheid in 1947 werd bereikt, werd Bengalen op 3 juli 1946 verdeeld in een hoofdzakelijk islamitisch Oost-Bengalen (dat in 1955 in Oost-Pakistan en in 1971 in Bangladesh werd veranderd) en een hoofdzakelijk hindoeïstisch West-Bengalen.

## Geografie
De staat beslaat het westelijke deel van de voormalige Brits-Indische provincie Bengalen. De aangrenzende gebieden zijn Nepal en Sikkim in het noordwesten, Bhutan in het noorden, Assam in het noordoosten, Bangladesh in het oosten, Odisha in het zuidwesten en Jharkhand en Bihar in het westen. In het zuiden beschikt de staat over een 157 km lange kustlijn aan de Golf van Bengalen.
Tot 2015 bestond de grens met Bangladesh onder meer uit een grote verzameling enclaves en exclaves, ook wel de Cooch Behar-enclaves genoemd.

### West-Bengaalse steden met meer dan 250.000 inwoners
| Naam stad            | Inwoners stad (2001) | Inwoners aggl. (2001) |
| -------------------- | -------------------- | --------------------- |
| Calcutta (Kolkata)   | 4.580.544            | 13.216.546            |
| Haora (Howrah)       | 1.008.704            | Calcutta              |
| Durgapur             | 492.996              | 492.996               |
| Asansol              | 486.304              | 1.090.171             |
| Siliguri (Shiliguri) | 470.275              | 470.275               |
| Bhatpara             | 441.956              | Calcutta              |
| South Dumdum         | 392.150              | Calcutta              |
| Maheshtala           | 389.214              | Calcutta              |
| Panihati             | 348.379              | Calcutta              |
| Rajpur Sonarpur      | 336.390              | Calcutta              |
| Kamarhati            | 314.334              | Calcutta              |
| Kulti                | 290.057              | Asansol               |
| Bardhaman (Burdwan)  | 285.871              | 285.871               |
| Rajarhat Gopalpur    | 271.781              | Calcutta              |
| Bally                | 261.575              | Calcutta              |
| Baranagar            | 250.615              | Calcutta              |

## Bestuurlijke indeling
West-Bengalen is bestuurlijk onderverdeeld in 23 districten, die gegroepeerd zijn in vijf divisies. Hieronder volgt een lijst van de huidige districten, gerangschikt per divisie:
| - Bardhaman (Burdwan) - Birbhum - Hooghly - Paschim Bardhaman - Purba Bardhaman - Jalpaiguri - Alipurduar - Cooch Behar - Darjeeling - Jalpaiguri - Kalimpong - Malda - Dakshin Dinajpur - Malda - Murshidabad - Uttar Dinajpur - Medinipur - Bankura - Jhargram - Paschim Medinipur - Purba Medinipur - Purulia - Presidency - Calcutta (Kolkata) - Dakshin 24 Parganas - Haora (Howrah) - Nadia - Uttar 24 Parganas |

## Politiek en overheid
Het parlement van West-Bengalen hanteert, zoals de meeste Indiase staten, een eenkamerstelsel. Deze wordt de Vidhan Sabha genoemd en telt 294 zetels. De parlementsverkiezingen vinden normaliter iedere vijf jaar plaats.
Het belangrijkste politieke machtsblok van West-Bengalen is het All India Trinamool Congress (AITC). Een andere grote partij is de Congrespartij (INC).
West-Bengalen werd tussen 1977 en 2011 geregeerd door het Links Front, waarmee de staat de langste democratisch gekozen communistische regering ter wereld had. Tijdens de parlementsverkiezingen van 2011 behaalde de coalitie van het AITC en de Congrespartij echter een absolute meerderheid. De huidige chief minister (regeringsleider) van West-Bengalen is Mamata Banerjee van het All India Trinamool Congress.
De zetelverdeling in het parlement van West-Bengalen werd bij de verkiezingen van 2016 als volgt bepaald:
| Partij                                                   | Zetels | Verschil met 2011 |
| -------------------------------------------------------- | ------ | ----------------- |
| All India Trinamool Congress (AITC)                      | 211    | +27               |
| Congrespartij (INC)                                      | 44     | +2                |
| Communistische Partij van India (Marxistisch) (CPI(M)) * | 26     | -14               |
| Bharatiya Janata-partij (BJP)                            | 3      | +3                |
| Revolutionaire Socialistische Partij (RSP) *             | 3      | -4                |
| Gorkha Janmuki Morcha (GJM)                              | 3      | –                 |
| All India Forward Bloc (AIFB) *                          | 2      | -9                |
| Communistische Partij van India (CPI) *                  | 1      | -1                |
| Samajwadi-partij (SP)                                    | 0      | -1                |
| Democratic Socialist Party (Prabodh Chandra) *           | 0      | -1                |
| Socialist Unity Centre of India (Communist) (SUCI)       | 0      | -1                |
| Onafhankelijke kandidaten                                | 1      | -1                |
| *: lid van het Links Front                               |        |                   |

### Gouverneurs
De gouverneur is hoofd van de deelstaat en wordt voor een termijn van vijf jaar aangewezen door de president van India. De rol van de gouverneur is hoofdzakelijk ceremonieel en de echte uitvoerende macht ligt bij de ministerraad, met aan het hoofd de chief minister.

## Cultuur
De stammen- of krijgersdans Chhau kent drie types, waarvan er een uit het West-Bengaalse district Purulia afkomstig is. Dit danstype heeft de aanbidding van Ganesha tot doel en er bestaan tegenwoordig drie types van. De dans in deze regio heet eenvoudigweg Purulia Chhau.

## Geboren in West-Bengalen
- Rabindranath Tagore, schrijver
- Ravi Shankar, musicus
- Elsie Gladstone, Brits verpleegkundige die overleed in WOI (1886-1919)
- Amartya Sen, Nobelprijs economie (1998)